# Guerre tra Sueoni e Geati
Le guerre tra Sueoni e Geati sono conflitti semi-leggendari del VI secolo tra Sueoni e Geati, descritti nel poema epico anglosassone Beowulf. Poco è rimasto di queste guerre nelle saghe norrene, e le guerre tra Sueoni e Geati dell'XI-XIII secolo, che coinvolsero principalmente i clan geati di Stenkil e Sverker, vengono considerate guerre civili svedesi (perciò qui non compaiono).

## La prima guerra nelBeowulf

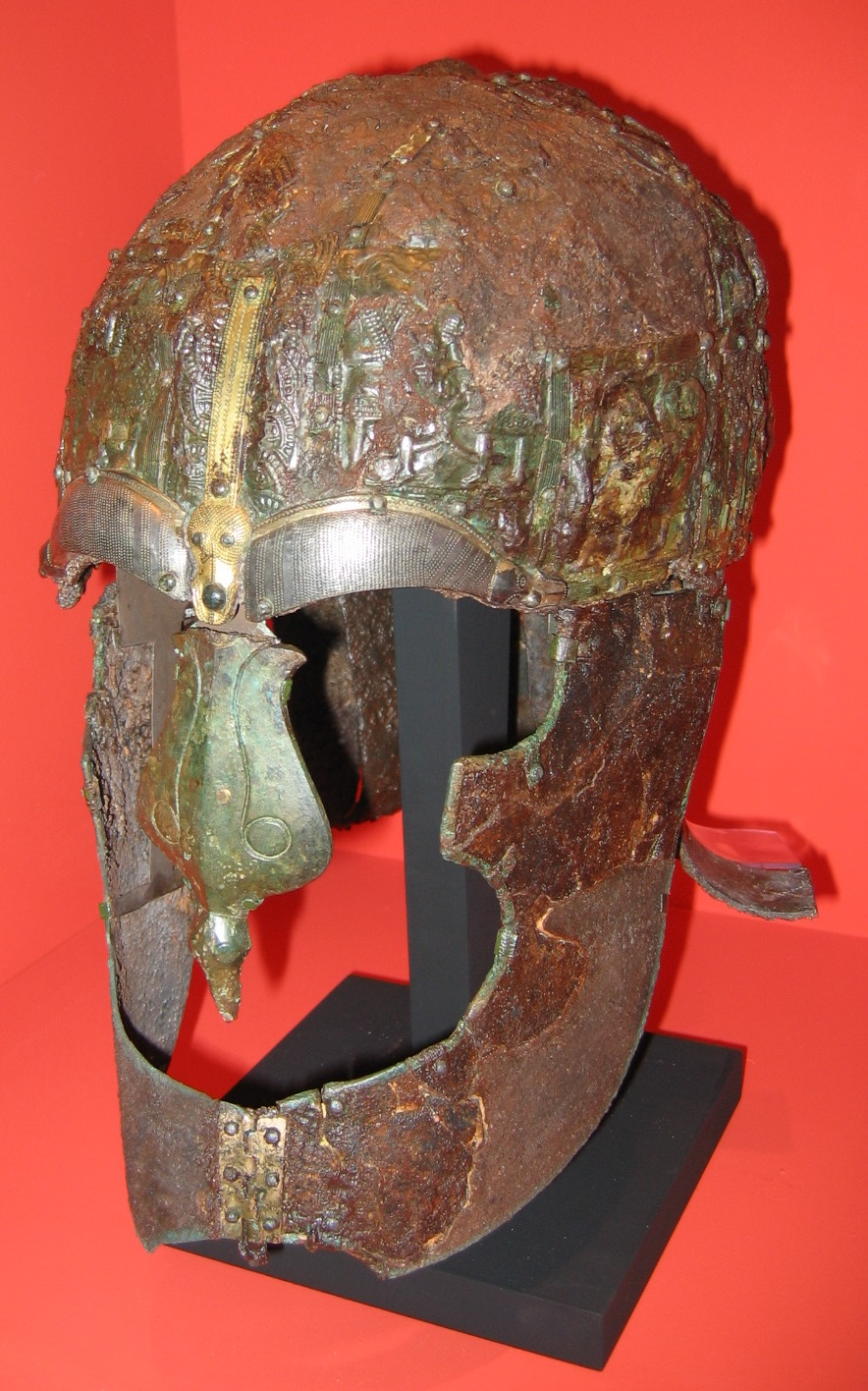
Elmo dell'Età di Vendel esposto al Museo Svedese di Antichità Nazionali

L'epica anglosassone riporta che i Sueoni non mantennero la pace quando il re dei Geati Hreðel morì, poiché i figli del re di Svezia Ongenþeow (cioè Ohthere e Onela) erano cresciuti ed erano desiderosi di combattere.
(Beowulf, versi 2472-2478)
I Geati sotto il loro nuovo re Hæþcyn rapirono la regina svedese, ma il vecchio re Ongenþeow la salvò in un luogo fortificato chiamato Hrefnesholt, sebbene persero l'oro di lei. Ongenþeow uccise Hæþcyn e accerchiò i Geati a Hrefnesholt; essi furono tuttavia salvati da Hygelac, il fratello di Hæþcyn, che arrivò il giorno dopo con i rinforzi. Avendo perso la battaglia ma salvato la regina, Ongenþeow e i suoi guerrieri tornarono a casa.
(Beowulf, vv. 2947-2952)

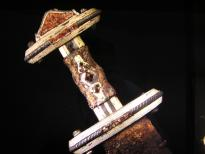
Spada dell'Età di Vendel proveniente da Valsgärde

Tuttavia la guerra non era terminata. Hygelac, nuovo re dei Geati, attaccò i Sueoni:
(Beowulf, vv. 2959-2962)
I guerrieri geati Eofor e Wulf Wonreding combatterono insieme contro il vecchio re Ongenþeow. Wulf colpì il capo di Ongenþeow con la spada facendo insanguinare i capelli dell'anziano re, ma egli colpì e ferì a sua volta Wulf. Poi, Eofor ricambiò trapassando scudo ed elmo del re svedese, dando la morte ad Ongenþeow; Eofor prese elmo, spada e armatura del re svedese e le portò a Hygelac. Quando tornarono a casa, Eofor e Wulf furono largamente ricompensati, e ad Eofor venne data in moglie la figlia di Hygelac; per questa battaglia Hygelac è ricordato come l'uccisore di Ongenþeow.

## La seconda guerra nelBeowulf
In Svezia, sia Ongenþeow sia Ohthere erano apparentemente morti quando Onela era re, e i due figli di Ohthere, Eanmund ed Eadgils, cercarono rifugio presso Heardred, il successore di Hygelac come re dei Geati; questo fece sì che Onela attaccasse i Geati. Durante la battaglia, Eanmund fu ucciso dal campione di Onela, Weohstan, ed Heardred fu anch'egli ucciso. Onela tornò in patria e Beowulf divenne re dei Geati.
Eadgils tuttavia sopravvisse e più tardi Beowulf lo aiutò a vendicare Eanmund uccidendo Onela, un evento che compare anche nelle fonti scandinave come "Battaglia sul Ghiaccio del Lago Vänern" (anche se non è ricordato o menzionato alcun coinvolgimento geato).

## La predizione di una terza guerra nelBeowulf
Mentre Wiglaf sedeva presso il defunto re Beowulf, parlò di una nuova guerra contro i Sueoni che sarebbe certamente arrivata:
(Beowulf, vv. 3000-3008)

## Conseguenze

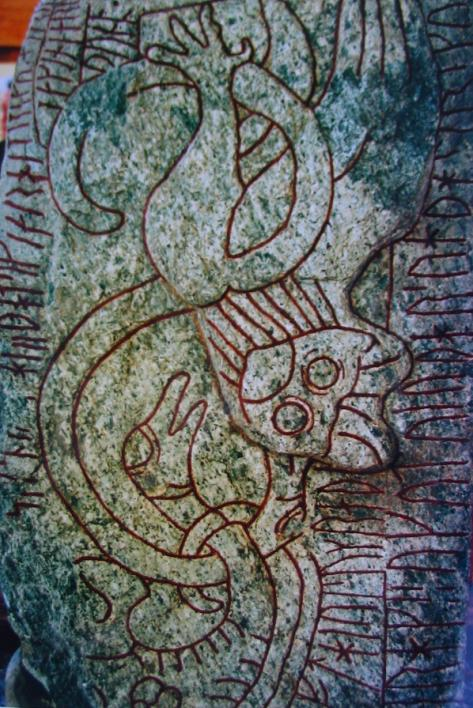
La famosa pietra runica di Sparlösa eretta nel cuore della terra dei Geati, in Västergötland, menziona una grande battaglia, i nomi Erik e Alrik e il padre che risiedeva ad Uppsala. Forse un memoriale alla casa reale svedese, che aveva vinto una grande battaglia.

Secondo una leggenda scandinava scritta nel XIII secolo nella Saga degli Ynglingar, un re geato del VII secolo chiamato Algaut fu invitato dal genero, il re svedese Ingjald, ad Uppsala. Durante la notte, egli morì bruciato insieme ad un certo numero di re invitati. Ingjald poi estese il suo dominio a comprendere il cuore del territorio geato in Västergötland, mentre i Geati Orientali in Östergötland mantennero l'indipendenza. I Geati e gli altri scandinavi furono poi unificati da Ivar Vidfamne.
La Sögubrot af nokkrum fornkonungum afferma che dopo la morte di Ivar il regno rimase diviso tra Harald Hildetand e Sigurðr Hringr. Harald regnò su Danimarca e Östergötland, mentre Sigurðr Hringr regnò su Svealand e Västergötland. Questa e altre fonti descrivono come i due re si incontrarono nella leggendaria ed imponente Battaglia del Brávellir (circa 750), da cui Sigurðr Hringr uscì vittorioso divenendo così re di Sueoni, Geati e Daner. Da questa battaglia in poi, tutta Götaland è stata considerata parte del regno svedese.
Nel XII secolo, l'indipendenza delle tribù geate era solo un ricordo quando il danese Saxo Grammaticus scrisse nella sua cronaca Gesta Danorum (libro 13) che i Geati non avevano voce in capitolo nell'elezione del re, solo i Sueoni. In essa si dice inoltre che quando la Legge dei Geati Occidentali fu messa per iscritto nel XIII secolo, la legge stabiliva che l'elezione e la deposizione del re restava diritto dei Sueoni e non dei Geati.
Nel 1442, la legge del re svedese, norvegese e danese Cristoforo di Baviera stabilì che la fusione di Götaland con il regno svedese era avvenuta in un passato remoto pagano.